# Scorpion (film)
Pour les articles homonymes, voir Scorpion (homonymie).
Pour plus de détails, voir Fiche technique et Distribution.
Scorpion est un film dramatique français réalisé par Julien Seri, sorti en 2007. C'est l'un des premiers longs métrages en France à évoquer le sujet du MMA (appelé free fight dans le film) évoquant aussi sa longue légalisation.

## Synopsis
Angelo, un boxeur thaï, est écarté anormalement de la course aux médailles par son entraineur. Le soir, dans un combat de rue/règlement de comptes, il tue par accident son adversaire. Angelo va être emprisonné pour six ans. À sa sortie, ayant perdu goût à la vie, il devient Angelo le « clodo ». Mais par amour, il va se reprendre en main. Pris en charge par Marcus, un mafieux, il va se remettre à la boxe thaï dans des combats clandestins : le free fight. Il va redevenir le Scorpion.

## Fiche technique
- Titre original : Scorpion
- Réalisation : Julien Seri
- Scénario : Sylvie Verheyde, d'après une idée de Cédric Jimenez
- Directeur artistique : Gigi Lepage
- Décors : Hervé Gallet
- Costumes : Gigi Lepage
- Photographie : Michel Taburiaux
- Son : Jerôme Wiciak
- Montage : Virginie Bruant
- Musique : Christian Henson
- Production : Cédric Jimenez
- Sociétés de production : Les Films Imperia ; BAC Films et Daïgoro Films (coproductions)
- Société de distribution : BAC Films
- Pays d'origine :  France
- Langue originale : français
- Format : couleur - 1.85 : 1 - Dolby SR, Digital DTS, Digital - 35 mm
- Genre : drame
- Durée : 98 minutes
- Dates de sortie :
  -  France : 21 février 2007
  -  Belgique : 27 février 2007
  -  Québec : 31 août 2007
- Public: Interdit aux moins de 12 ans

## Distribution
- Clovis Cornillac : Angelo
- Francis Renaud : Marcus
- Karole Rocher : Virginie
- Caroline Proust : Léa/Élodie
- Jérôme Le Banner : Élias
- Olivier Marchal : De Boers
- Tony Mpoudja : Moise
- Hicham Nazzal : Mathias
- Pierre Berriau : Barros
- Moussa Maaskri : le lieutenant De Boers
- Philippe Bas : Patrick
- Marc Bertolini : M. Gérard
- Titouan Laporte : Milan
- Tadrina Hocking : la sœur de Virginie
- Alain Figlarz Le premier adversaire d'Angelo

## Production

### Distributions de rôle
Pour être dans le rôle d'Angelo, Clovis Cornillac a dû faire du « cardio training », pour être frais et disponible tout le long des abdos, du footing, et des combats. Il a, pour cela, entamé les répétitions dix mois avant le tournage du film. C'est le même coach qui le suivait sur Les Brigades du tigre.
Initialement le rappeur Joey Starr était pressenti pour jouer le personnage d'Angelo, mais il a dû abandonner le projet.

### Musique
La bande originale du film est composée par Christian Henson.
1. Sinik - Dans la cage
2. K.Ommando Toxic - Je Viens d'là où
3. NessBeal - Du feu dans les veines
4. Scalo - Le roi Scorpion
5. Sniper - Le goût du sang
6. Justine - Comme un bad boy
7. X.Kalibur - ZZR
8. Sefyu - La frappe
9. Alibi Montana - Gun
10. Cici - Ne me juge pas
11. Trafik - Soit un homme
12. Coco & Ray Hill - Gueule d'ange
13. Scalo - Le son des Thugs
14. Ärsenik - Soumission
15. Neg Marrons - Mental en béton
16. Assia - Foutue destinée
17. gene I80 - Certains et d'autre
18. MC Jean Gab'1 - Accroche-toi